# Buslijn 15 (Haaglanden)
Buslijn 15 van HTM is een voormalige buslijn in de regio Haaglanden, in de Nederlandse provincie Zuid-Holland.

## Geschiedenis

### 1958-1966
- 1 mei 1958: De eerste instelling van lijn 15 vond plaats op het traject  Staatsspoor/Rijnstraat - Meppelweg/Dedemsvaartweg en enkele maanden later werd de lijn verlengd naar de Meppelweg/Bouwlustlaan. Het traject was een combinatie van de trajecten van tramlijn 15 (vierde instelling) en buslijn 36, die de dag vooraf waren opgeheven.
- 9 februari 1959: Lijn 15 werd over de Meppelweg doorgetrokken naar de Lozerlaan.
- 21 mei 1966: Lijn 15 werd opgeheven. Deze opheffing vond plaats in het kader van de invoering van de tweede fase van het Plan Lehner.

### 1966-1971
- 22 mei 1966: De tweede instelling van lijn 15 vond plaats op het traject Burgemeester De Monchyplein - Leyweg/Steenwijklaan. Deze instelling vond plaats in het kader van de invoering van de tweede fase van het Plan Lehner.
- 29 oktober 1967: De lijn werd gesplitst in lijn 13 en 15 waarbij lijn 15 aan beide eindpunten werd verlengd. Het nieuwe traject werd Jozef Israëlsplein - Meppelweg/Lozerlaan.
- 18 december 1971: Lijn 15 werd opgeheven en vervangen door een verlenging van tramlijn 6.

### 1997-2002
- 25 augustus 1997: De derde instelling van lijn 15 vond plaats op het traject Centraal Station - Ypenburg. Het betrof de tak van lijn 21 naar Ypenburg welke vernummerd werd in lijn 15 en bleef in eerste instantie een spitslijn die van maandag tot en met vrijdag in de spits één rit reed. De bestaande lijn 21 bleef alleen nog naar Drievliet rijden.
- 24 augustus 1998: Het eindpunt in Ypenburg werd verlegd naar Boslaan West. Lijn 15 werd een volwaardige lijn.
- 28 augustus 2000: Het eindpunt in Ypenburg werd verlegd naar Nootdorp.
- 5 februari 2001: Het eindpunt Centraal Station werd verlegd naar het Hollands Spoor.
- 1 januari 2002: Lijn 15 werd opgeheven. De opbouw van de nieuwe vinexwijk Ypenburg was nu in een zodanig stadium gekomen dat er voldoende emplooi was voor een tramlijn. Het traject werd overgenomen door de één dag later ingestelde tramlijn 15 (vijfde instelling).